# Ellerspring
Die Ellerspring bei Winterbach im rheinland-pfälzischen Landkreis Bad Kreuznach ist mit 657,5 m ü. NHN die höchste Erhebung des Soonwaldes, einem Teil des Mittelgebirges Hunsrück.

## Geographie

### Lage
Die Ellerspring liegt im Nordwesten des Landkreises Bad Kreuznach etwa im Zentrum des Naturparks Soonwald-Nahe. Er erhebt sich in der Gemarkung der Ortsgemeinde Winterbach, deren Dorfkirche rund 4,6 km südsüdöstlich vom Berggipfel steht. Etwa 1 km nordwestlich des Gipfels liegt im Tal des anfangs nach Südwesten fließenden Gräfenbachs und in jenem des zu Beginn nach Nordosten verlaufenden Lametbachs die Grenze zum Rhein-Hunsrück-Kreis, in dem sich die Ortsgemeinden Argenthal nördlich, Riesweiler und Tiefenbach nordwestlich sowie Sargenroth und Mengerschied westlich des Bergs befinden. Im Landkreis Bad Kreuznach liegen in Bergnähe die Ortsgemeinden Spabrücken und Münchwald östlich und Gebroth südöstlich sowie Winterbach und Ippenschied südsüdöstlich. Etwa 2 km (jeweils Luftlinie) südsüdwestlich des Gipfels entspringt auf zirka 529 m Höhe der Nahe-Zufluss Ellerbach, nach welchem der Berg seinen Namen hat. Etwas nordöstlich vom Gipfel liegt die Ödesborner Höhe (641,1 m) mit dem jenseits davon befindlichen Hölzenkopf (604,8 m). Ein südsüdöstlicher Bergsporn ist der Odstein (511 m) und ein östlicher der Steineberg (563,9 m).

### Naturräumliche Zuordnung
Die Ellerspring gehört in der naturräumlichen Haupteinheitengruppe Hunsrück (Nr. 24), in der Haupteinheit Soonwald (240) und in der Untereinheit Großer Soon (240.1) zum gleichnamigen Naturraum Großer Soon (240.11).

## Schutzgebiete
Die Ellerspring befindet sich im Landschaftsschutzgebiet Soonwald (CDDA-Nr. 324698; 1980 ausgewiesen; 272 km² groß) und im Fauna-Flora-Habitat-Gebiet Soonwald (FFH-Nr. 6011-301; 57,32 km²). Nordöstlich des Berges liegt im Gräfenbachtal das Naturschutzgebiet Glashütter Wiesen (CDDA-Nr. 163260; 1984; 64 ha) und westlich des Gipfels das NSG Landwiesen (CDDA-Nr. 164337; 1994; 1,65 km²).

## Flora
Am nach Nordwesten ausgerichteten Hang der Ellerspring finden sich an offenen, unbewaldeten Stellen, wie z. B. Wildwiesen, mehrere Bärlapparten, darunter Populationen des Keulen-Bärlapps, des Tannenbärlapps sowie vereinzelt der Zypressen-Flachbärlapp.

## Fernmeldeturm Ellerspring
Etwa 40 m nordöstlich des Ellerspringgipfels steht der 107 m hohe Fernmeldeturm Ellerspring, der als Typenturm FMT 11 in Stahlbetonweise errichtet wurde. Eigentümer ist die Deutsche Telekom AG. Von dort aus wurden früher TV und Radiosender in das Kabelnetz gespeist. Der Turm versorgte die Landkreise Bad Kreuznach, Birkenfeld, Mainz-Bingen und Alzey-Worms sowie den Rhein-Hunsrück-Kreis und Donnersbergkreis. Heute dient er nur als Reserve für TV und Radio, leitet allerdings das Signal für Kabel-TV per Richtfunk an den Fernmeldeturm Bad Kreuznach für die Versorgung von Bad Kreuznach weiter.

## Verkehr und Wandern
Über die südwestlichen Hochlagen der bewaldeten Ellerspring führt zwischen Winterbach im Südosten und Tiefenbach im Nordwesten die Landesstraße 108. Zum Beispiel am nahe der höchsten Stelle (628,9 m) der Straße liegenden Parkplatz beginnend kann man auf Waldwegen (wie dem dort verlaufenden Rennweg) und -pfaden zum Berggipfel, zur nahen Alteburg (620,5 m) im Südwesten und zum nicht weit entfernten Mittelrheintal im Nordosten wandern. Beide Wanderziele und die Ellerspring verbindet auch der Europäische Fernwanderweg E3.
Seit dem 9. Mai 2009 führt aus Richtung Südwesten kommend von der Alteburg der Premiumwanderweg Soonwaldsteig als schmaler Pfad am Wanderparkplatz vorbei durch ausgedehnte Buchenwälder auf den Gipfel der Ellerspring und von dort weiter in Richtung Nordosten zum Schanzerkopf.
Ca. 500 m südwestlich des Gipfels und ca. 200 m nordwestlich des Soonwaldsteiges befindet sich das Trekkingcamp Ellerspring.